# Grand prix du jury de la Mostra de Venise
Cette page contient des caractères spéciaux ou non latins. S’ils s’affichent mal (▯, ?, etc.), consultez la page d’aide Unicode.
Pour les articles homonymes, voir Grand prix.

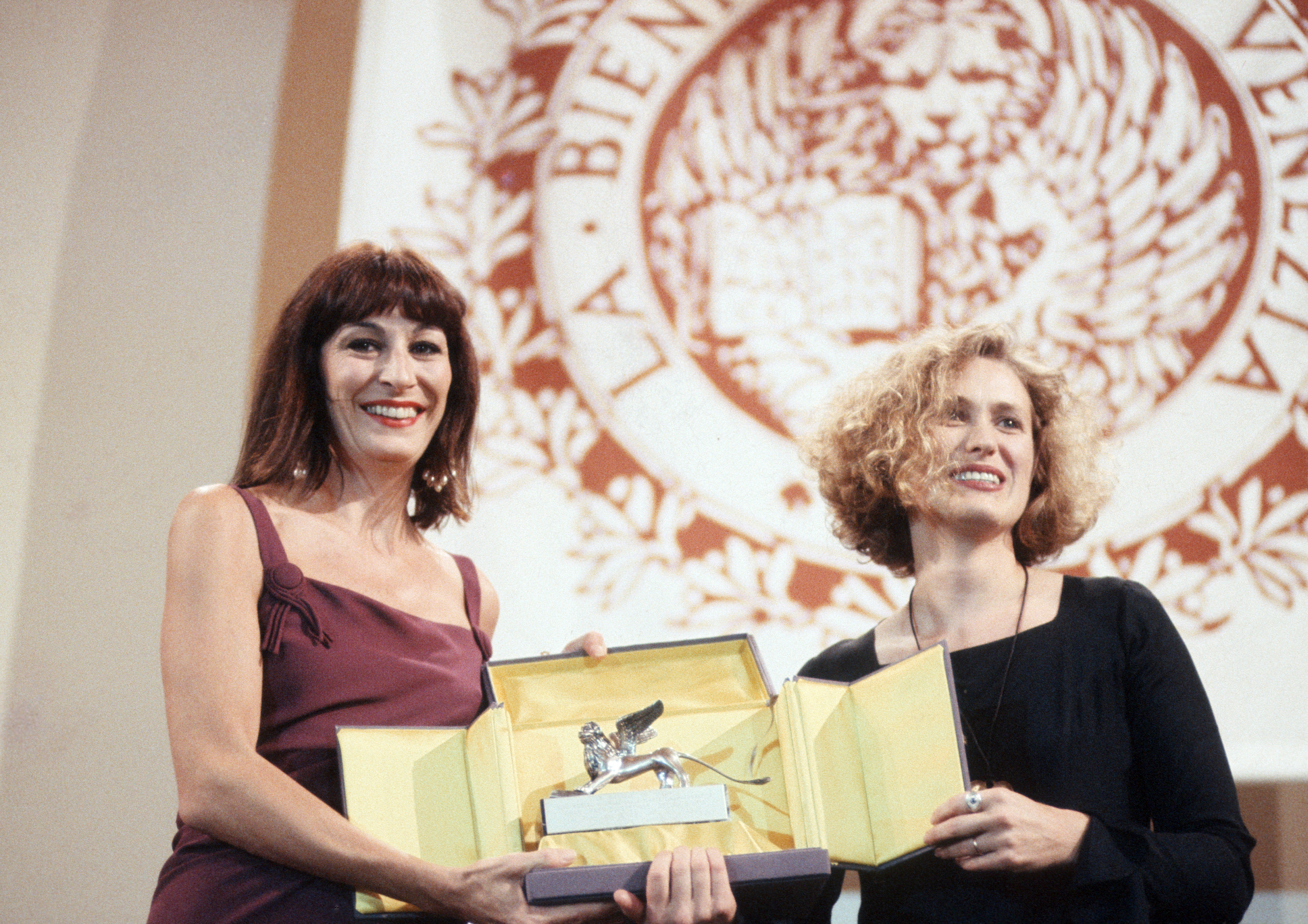
Jane Campion recevant le Grand Prix du jury de la Mostra de Venise en 1990 pour le long-métrage Un ange à ma table

Le Grand prix du jury ou Lion d'argent pour le Grand prix du jury (Leone d'argento - Gran premio della giuria) est une récompense décernée lors de la Mostra de Venise depuis 1951.

## Palmarès
| Année     | Film                                       | Titre original                    | Réalisateur                       | Pays                                    |
| --------- | ------------------------------------------ | --------------------------------- | --------------------------------- | --------------------------------------- |
| 1951      | Un tramway nommé désir                     | A Streetcar Named Desire          | Elia Kazan                        | États-Unis                              |
| 1952      | Mandy                                      |                                   | Alexander Mackendrick             | Royaume-Uni                             |
| 1953      | Les Contes de la lune vague après la pluie | 雨月物語                          | Kenji Mizoguchi                   | Japon                                   |
| 1954-1957 | Pas de récompense                          | Pas de récompense                 | Pas de récompense                 | Pas de récompense                       |
| 1958      | Les Amants                                 |                                   | Louis Malle                       | France                                  |
| 1958      | Le Défi                                    | La Sfida                          | Francesco Rosi                    | Italie / Espagne                        |
| 1959      | Le Visage                                  | Ansiktet                          | Ingmar Bergman                    | Suède                                   |
| 1960      | Rocco et ses frères                        | Rocco e i suoi fratelli           | Luchino Visconti                  | Italie / France                         |
| 1961      | Paix à celui qui entre                     | Мир входящему                     | Alexandre Alov / Vladimir Naoumov | Union soviétique                        |
| 1962      | Vivre sa vie                               |                                   | Jean-Luc Godard                   | France                                  |
| 1963      | Le Feu follet                              |                                   | Louis Malle                       | France                                  |
| 1963      | Entrée dans la vie                         | Вступление                        | Igor Talankine                    | Union soviétique                        |
| 1964      | L'Évangile selon saint Matthieu            | Il Vangelo Secondo Matteo         | Pier Paolo Pasolini               | Italie / France                         |
| 1964      | Hamlet                                     | Гамлет                            | Grigori Kozintsev                 | Union soviétique                        |
| 1965      | Simon du désert                            | Simón Del Desierto                | Luis Buñuel                       | Mexique                                 |
| 1965      | J'ai vingt ans                             | Мне двадцать лет                  | Marlen Khutsiev                   | Union soviétique                        |
| 1965      | Modiga mindre män                          |                                   | Leif Krantz                       | Suède                                   |
| 1966      | Chappaqua                                  |                                   | Conrad Rooks                      | France / États-Unis                     |
| 1966      | Anita G.                                   | Abschied von gestern              | Alexander Kluge                   | Allemagne de l'Ouest                    |
| 1967      | La Chine est proche                        | La Cina è vicina                  | Marco Bellocchio                  | Italie                                  |
| 1967      | La Chinoise                                |                                   | Jean-Luc Godard                   | France                                  |
| 1968      | Notre-Dame des Turcs                       | Nostra Signora dei Turchi         | Carmelo Bene                      | Italie                                  |
| 1968      | Le Socrate                                 |                                   | Robert Lapoujade                  | France / Allemagne de l'Ouest           |
| 1969-1980 | Pas de récompense                          | Pas de récompense                 | Pas de récompense                 | Pas de récompense                       |
| 1981      | Sogni d'oro                                |                                   | Nanni Moretti                     | Italie                                  |
| 1981      | Eles não usam Black-Tie                    |                                   | Leon Hirszman                     | Brésil                                  |
| 1982      | L'Impératif                                | Imperativ                         | Krzysztof Zanussi                 | Pologne / France / Allemagne de l'Ouest |
| 1983      | Biquefarre                                 |                                   | Georges Rouquier                  | France                                  |
| 1984      | Les Favoris de la lune                     |                                   | Otar Iosseliani                   | France                                  |
| 1985      | Tangos, l'exil de Gardel                   |                                   | Fernando Ezequiel Solanas         | France / Argentine                      |
| 1986      | Tchoujaïa Belaïa i Riaboï                  |                                   | Sergueï Soloviov                  | Union soviétique                        |
| 1986      | Storia d'amore                             |                                   | Francesco Maselli                 | Italie                                  |
| 1987      | Hip hip hurra!                             |                                   | Kjell Grede                       | Suède / Danemark / Norvège              |
| 1988      | Camp de Thiaroye                           |                                   | Ousmane Sembène                   | Algérie / Tunisie / Sénégal             |
| 1989      | Et la lumière fut                          |                                   | Otar Iosseliani                   | France / Allemagne de l'Ouest / Italie  |
| 1990      | Un ange à ma table                         | An Angel at My Table              | Jane Campion                      | Nouvelle-Zélande                        |
| 1991      | La Divine Comédie                          | A Divina Comédia                  | Manoel de Oliveira                | Portugal / France / Suisse              |
| 1992      | Mort d'un mathématicien napolitain         | Morte di un matematico napoletano | Mario Martone                     | Italie                                  |
| 1993      | Bad Boy Bubby                              |                                   | Rolf de Heer                      | Australie / Italie                      |
| 1994      | Tueurs nés                                 | Natural Born Killers              | Oliver Stone                      | États-Unis                              |
| 1995      | La Comédie de Dieu                         | A Comédia de Deus                 | João César Monteiro               | Portugal                                |
| 1995      | Marchand de rêves                          | L'Uomo delle stelle               | Giuseppe Tornatore                | Italie                                  |
| 1996      | Brigands, chapitre VII                     |                                   | Otar Iosseliani                   | France                                  |
| 1997      | Ovosodo                                    |                                   | Paolo Virzì                       | Italie                                  |
| 1998      | Terminus paradis                           |                                   | Lucian Pintilie                   | Roumanie                                |
| 1999      | Le vent nous emportera                     | باد ما را خواهد برد               | Abbas Kiarostami                  | Iran                                    |
| 2000      | Avant la nuit                              | Before Night Falls                | Julian Schnabel                   | États-Unis                              |
| 2001      | Dog Days                                   | Hundstage                         | Ulrich Seidl                      | Autriche / Royaume-Uni                  |
| 2002      | La Maison de fous                          | Дом дураков                       | Andreï Kontchalovski              | Russie / France                         |
| 2003      | Le Cerf-volant                             |                                   | Randa Chahal Sabbag               | France / Liban                          |
| 2004      | Mar adentro                                |                                   | Alejandro Amenábar                | Espagne                                 |
| 2005      | Mary                                       |                                   | Abel Ferrara                      | France / États-Unis / Italie            |
| 2006      | Daratt                                     |                                   | Mahamat Saleh Haroun              | France / Belgique / Autriche / Tchad    |
| 2007      | I'm Not There                              |                                   | Todd Haynes                       | États-Unis                              |
| 2007      | La Graine et le Mulet                      |                                   | Abdellatif Kechiche               | France / Tunisie                        |
| 2008      | Teza                                       |                                   | Hailé Gerima                      | Éthiopie                                |
| 2009      | Soul Kitchen                               |                                   | Fatih Akın                        | Allemagne                               |
| 2010      | Essential Killing                          |                                   | Jerzy Skolimowski                 | Pologne / États-Unis                    |
| 2011      | Terraferma                                 |                                   | Emanuele Crialese                 | Italie                                  |
| 2012      | Paradise : Faith                           | Paradies : Glaube                 | Ulrich Seidl                      | Autriche                                |
| 2013      | Les Chiens errants                         | 郊遊                              | Tsai Ming-liang                   | Taïwan / France                         |
| 2014      | The Look of Silence                        |                                   | Joshua Oppenheimer                | Danemark                                |
| 2015      | Anomalisa                                  |                                   | Charlie Kaufman et Duke Johnson   | États-Unis                              |
| 2016      | Nocturnal Animals                          |                                   | Tom Ford                          | États-Unis                              |
| 2017      | Foxtrot                                    |                                   | Samuel Maoz                       | Israël                                  |
| 2018      | La Favorite                                | The Favourite                     | Yórgos Lánthimos                  | Royaume-Uni                             |
| 2019      | J'accuse                                   |                                   | Roman Polanski                    | France                                  |
| 2020      | Nuevo Orden                                |                                   | Michel Franco                     | Mexique                                 |
| 2021      | La Main de Dieu                            | È stata la mano di Dio            | Paolo Sorrentino                  | Italie                                  |
| 2022      | Saint Omer                                 |                                   | Alice Diop                        | France                                  |
| 2023      | Le Mal n'existe pas                        | 悪は存在しない                    | Ryūsuke Hamaguchi                 | Japon                                   |
| 2024      | Vermiglio                                  |                                   | Maura Delpero                     | Italie                                  |

## Récompenses multiples
- 3 : Otar Iosseliani
- 2 : Louis Malle, Ulrich Seidl